# Balneari Hotel Rocallaura
El Balneari Hotel Rocallaura és una obra de Rocallaura, Vallbona de les Monges (Urgell) inclosa a l'Inventari del Patrimoni Arquitectònic de Catalunya.

## Descripció
Actualment està construït un cos d'un prometedor balneari, projecte de F. Paula Nebot (1930) que inclou un hotel de 5 cossos amb composició simètrica a base de 3 torres amb coberta inclinada a 4 aigües de ceràmica vidriada.

## Història
El projecte de construcció d'un hotel balneari de gran categoria es veu troncat a l'inici de les obres.